# به‌طرز خطرناکی عاشق ۲
«به‌طرز خطرناکی عاشق ۲» ترانه‌ای از هنرمند اهل ایالات متحده آمریکا بیانسه است. این ترانه در آلبوم به‌طرز خطرناکی عاشق قرار داشت.